# Polnische Meisterschaften im Skilanglauf 2013
Die Polnischen Meisterschaften im Skilanglauf 2013 fanden vom 21. bis zum 25. März 2013 in Wisła statt. Ausgetragen wurden bei den Männern die Distanzen 10 km und 30 km und bei den Frauen 5 km und 15 km. Zudem wurden Sprint und Teamsprints absolviert. Der Bieg Piastów über 25 km bzw. 50 km am 2. März wurde ebenfalls als Meisterschaftsrennen gewertet. Bei den Männern gewann Maciej Staręga im Sprint und über 30 km und Jan Antolec über 10 km und zusammen mit Patryk Chudoba für den LKS Poroniec Poronin im Teamsprint. Zudem siegte Paweł Klisz über 50 km. Bei den Frauen gewann Agnieszka Szymańczak im Sprint und über 5 km und Sylwia Jaśkowiec über 15 km. Beim 25-km-Rennen wurde Marcela Marcisz und im Teamsprint der LKS Poroniec Poronin Erste.

## Ergebnisse Herren

### Sprint klassisch
| Platz | Name              | Verein                   |
| ----- | ----------------- | ------------------------ |
| 1     | Maciej Staręga    | UKS Rawa Siedlce         |
| 2     | Jan Antolec       | LKS Poroniec Poronin     |
| 3     | Sebastian Gazurek | NKS Trójwieś Beskidzka   |
| 4     | Mateusz Ligocki   | NKS Trójwieś Beskidzka   |
| 5     | Patryk Chudoba    | LKS Poroniec Poronin     |
| 6     | Dawid Bril        | MUKS Podkarpacie Jedlicz |

Datum: 21. März

Es waren 32 Läufer am Start.

### Teamsprint Freistil
| Platz | Team                                                          | Zeit (min) |
| ----- | ------------------------------------------------------------- | ---------- |
| 1     | LKS Poroniec PoroninPatryk Chudoba Jan Antolec                | 19:11,00   |
| 2     | NKS Trójwieś BeskidzkaSebastian Gazurek Mateusz Ligocki       | 19:12,35   |
| 3     | KS AZS-AWF KatowiceMarcin Rzeszótk Konrad Motor               | 19:12,66   |
| 4     | UKS Rawa SiedlceDamian Duk Maciej Staręga                     | 20:14,09   |
| 5     | MUKS Podkarpacie JedliczeNorbert Bril Dawid Bril              | 20:14,50   |
| 6     | MUKN Pod Stróżą MiszkowiceNorbert Maciulewicz Klaudiusz Kogut | 20:23,23   |

Datum: 25. März

Es waren 14 Teams am Start.

### 10 km Freistil
| Platz | Name               | Verein                 | Zeit (min) |
| ----- | ------------------ | ---------------------- | ---------- |
| 1     | Jan Antolec        | LKS Poroniec Poronin   | 26:08,8    |
| 2     | Paweł Klisz        | LKS Klimczok Bystra    | 26:28,7    |
| 3     | Maciej Staręga     | UKS Rawa Siedlce       | 26:51,2    |
| 4     | Mateusz Ligocki    | NKS Trójwieś Beskidzka | 27:14,0    |
| 5     | Sebastian Gazurek  | NKS Trójwieś Beskidzka | 27:17,9    |
| 6     | Marcin Rzeszótko   | KS AZS-AWF Katowice    | 27:26,4    |
| 7     | Dominik Bury       | MKS Istebna            | 27:34,5    |
| 8     | Bogusław Gracz     | LKS Witów Mszana       | 27:55,2    |
| 9     | Bartłomiej Rucki   | NKS Trójwieś Beskidzka | 27:56,1    |
| 10    | Krzysztof Kukuczka | NKS Trójwieś Beskidzka | 28:08,9    |

Datum: 22. März

Es waren 42 Läufer am Start.

### 30 km klassisch Massenstart
| Platz | Name                       | Verein                     | Zeit (std) |
| ----- | -------------------------- | -------------------------- | ---------- |
| 1     | Maciej Staręga             | UKS Rawa Siedlce           | 1:24:50,0  |
| 2     | Sebastian Gazurek          | NKS Trójwieś Beskidzka     | 1:25:04,5  |
| 3     | Jan Antolec                | LKS Poroniec Poronin       | 1:25,35,4  |
| 4     | Paweł Klisz                | LKS Klimczok Bystra        | 1:26:40,1  |
| 5     | Bogusław Gracz             | LKS Witów Ski Mszana Górna | 1:26:58,4  |
| 6     | Konrad Motor               | KS AZS-AWF Katowice        | 1:28:48,3  |
| 7     | Marcin Rzeszótko           | KS AZS-AWF Katowice        | 1:28:54,4  |
| 8     | Patryk Chudoba             | LKS Poroniec Poronin       | 1:29:11,9  |
| 9     | Mariusz Dziadkowiec Michoń | KS Śnieżka Karpacz         | 1:31:27,4  |
| 10    | Robert Faron               | LKS Witów Ski Mszana Górna | 1:31:54,3  |

Datum: 24. März

Es waren 31 Läufer am Start.

### 50 km klassisch Massenstart
| Platz | Name                       | Verein                      | Zeit (std) |
| ----- | -------------------------- | --------------------------- | ---------- |
| 1     | Paweł Klisz                | KS AZS-AWF Katowice         | 2:22:16    |
| 2     | Marcin Rzeszótko           | KS AZS-AWF Katowice         | 2:23:59    |
| 3     | Mateusz Ligocki            | NKS Trójwieś Beskidzka      | 2:26:50    |
| 4     | Patryk Chudoba             | LKS Poroniec Poronin        | 2:29:24    |
| 5     | Piotr Skowron              | MKS Karkonosze Jelenia Góra | 2:31,12    |
| 6     | Mariusz Dziadkowiec Michoń | KS Śnieżka Karpacz          | 2:32,21    |

Datum: 2. März

## Ergebnisse Frauen

### Sprint klassisch
| Platz | Name                 | Verein                        |
| ----- | -------------------- | ----------------------------- |
| 1     | Agnieszka Szymańczak | LKS Klimczok Bystra           |
| 2     | Sylwia Jaśkowiec     | LKS Markam Wiśniowa Osieczany |
| 3     | Justyna Mordarska    | KS AZS-AWF Katowice           |
| 4     | Natalia Grzebisz     | KS AZS-AWF Katowice           |
| 5     | Marcela Marcisz      | MKS Halicz Ustrzyki Dolne     |
| 6     | Emilia Romanowicz    | UKS Puszcza Supraśl           |
| 7     | Anna Staręga         | UKS Rawa Siedlce              |
| 8     | Magdalena Kozielska  | UKS Regle Kościelisko         |

Datum: 21. März

Es waren 20 Läuferinnen am Start.

### Teamsprint Freistil
| Platz | Team                                                      | Zeit (min) |
| ----- | --------------------------------------------------------- | ---------- |
| 1     | LKS Poroniec PoroninMartyna Galewicz Paulina Maciuszek    | 22:10,46   |
| 2     | LKS Klimczok BystraBeata Szymańczak Agnieszka Szymańczak  | 22:49,25   |
| 3     | KS AZS-AWF KatowiceNatalia Grzebisz Justyna Mordarska     | 22:55,25   |
| 4     | UKS Rawa SiedlceAleksandra Prekurat Anna Staręga          | 23:42,30   |
| 5     | MKS Halicz Ustrzyki DolneMonika Długa Marcela Marcisz     | 23:42,43   |
| 6     | MUKN Pod Stróżą MiszkowiceAnna Kalina Marzena Maciulewicz | 24:02,00   |

Datum: 25. März

Es waren 10 Teams am Start.

### 5 km Freistil
| Platz | Name                 | Verein                        | Zeit (min) |
| ----- | -------------------- | ----------------------------- | ---------- |
| 1     | Agnieszka Szymańczak | LKS Klimczok Bystra           | 14:03,4    |
| 2     | Paulina Maciuszek    | LKS Poroniec Poronin          | 14:05,5    |
| 3     | Sylwia Jaśkowiec     | LKS Markam Wiśniowa Osieczany | 14:13,8    |
| 4     | Marcela Marcisz      | MKS Halicz Ustrzyki Dolne     | 14:27,2    |
| 5     | Martyna Galewicz     | LKS Poroniec Poronin          | 14:50,3    |
| 6     | Anna Staręga         | UKS Rawa Siedlce              | 14:56,8    |
| 7     | Marzena Maciulewicz  | MUKN Pod Stróżą Miszkowice    | 15:09,6    |
| 8     | Emilia Romanowicz    | UKS Puszcza Supraśl           | 15:10,0    |
| 9     | Justyna Mordarska    | KS AZS-AWF Katowice           | 15:10,9    |
| 10    | Magdalena Kozielska  | UKS Regle Kościelisko         | 15:12,8    |

Datum: 22. März

Es waren 31 Läuferinnen am Start.

### 15 km klassisch Massenstart
| Platz | Name                | Verein                        | Zeit(min) |
| ----- | ------------------- | ----------------------------- | --------- |
| 1     | Sylwia Jaśkowiec    | LKS Markam Wiśniowa Osieczany | 47:06,8   |
| 2     | Paulina Maciuszek   | LKS Poroniec Poronin          | 47:24,4   |
| 3     | Emilia Romanowicz   | UKS Puszcza Supraśl           | 48:06,0   |
| 4     | Magdalena Kozielska | UKS Regle Kościelisko         | 48:06,9   |
| 5     | Anna Staręga        | UKS Rawa Siedlce              | 48:08,1   |
| 6     | Marcela Marcisz     | MKS Halicz Ustrzyki Dolne     | 48:31,3   |
| 7     | Martyna Galewicz    | LKS Poroniec Poronin          | 49:10,4   |
| 8     | Marzena Maciulewicz | MUKN Pod Stróżą Miszkowice    | 49:24,9   |

Datum: 24. März

Es waren 19 Läuferinnen am Start.

### 25 km klassisch Massenstart
| Platz | Name              | Verein                    | Zeit(std) |
| ----- | ----------------- | ------------------------- | --------- |
| 1     | Marcela Marcisz   | MKS Halicz Ustrzyki Dolne | 1:07:51   |
| 2     | Martyna Galewicz  | LKS Poroniec Poronin      | 1:09:19   |
| 3     | Anna Staręga      | UKS Rawa Siedlce          | 1:09:55   |
| 4     | Justyna Mordarska | KS AZS-AWF Katowice       | 1:10:17   |
| 5     | Emilia Romanowicz | UKS Puszcza Supraśl       | 1:10:37   |
| 6     | Natalia Grzebisz  | KS AZS-AWF Katowice       | 1:10:40   |

Datum: 2. März